# 大花尾萼蔷薇
大花尾萼蔷薇（学名：Rosa caudata var. maxima）为蔷薇科蔷薇属下的一个变种。

## 扩展阅读
- 維基物種上的相關：大花尾萼蔷薇